# Rehrhof

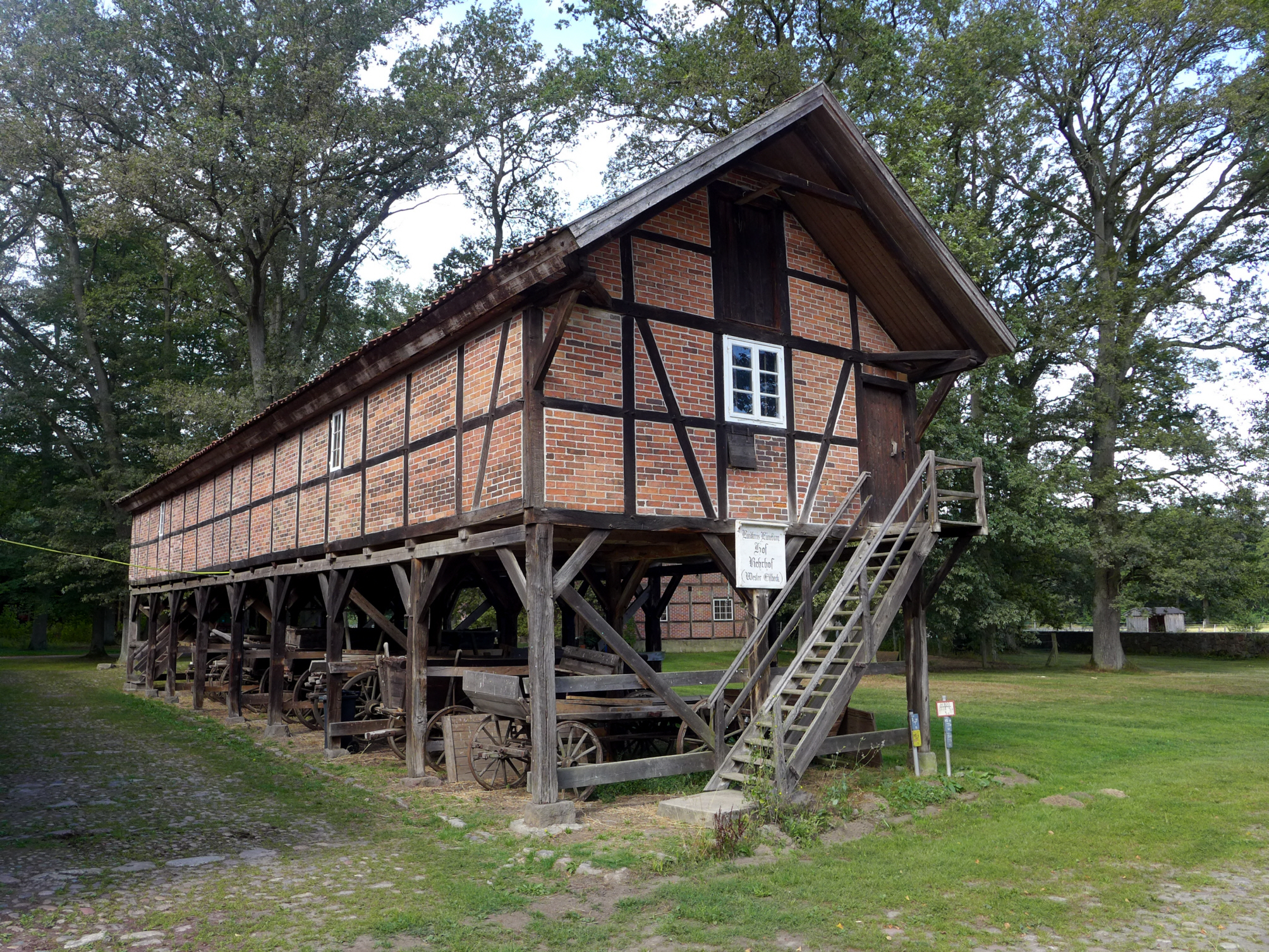
Treppenspeicher mit Wagenremise im Unterbau auf dem Forstgut Rehrhof

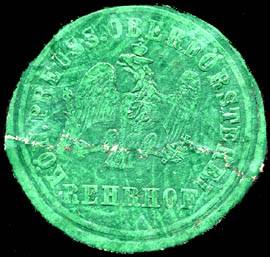
Siegelmarke der Königlich Preußischen Oberförsterei in Rehrhof

Rehrhof ist ein Ortsteil der Gemeinde Rehlingen im Landkreis Lüneburg in Niedersachsen und liegt südlich der Bundesstraße 209.

## Geographie
Westlich des Ortes entspringt die Ehlbeck.

## Geschichte
Für das Jahr 1848 werden im Statistischen Handbuch für das Königreich Hannover für den Ort, der auch zeitweise den Namen Westerehlbeck trug, vier Wohngebäude mit 29 Einwohnern verzeichnet.

### Einwohnerentwicklung
| Jahr      | 1848 | 1910 |
| --------- | ---- | ---- |
| Einwohner | 29   | 86   |